# 小行星2444
小行星2444（2444 Lederle）是一颗围绕太阳公转的小行星。1934年2月5日，卡爾·威廉·萊茵姆特在海德堡发现了此天体。
該小行星以德國天文學家特魯德波特·勒德勒（Trudpert Lederle）命名。
这颗小行星的绝对星等为142.4688423801097等。